# Tyrannulus elatus
Il tiranno piccolo corona gialla (Tyrannulus elatus (Latham, 1790)) è un uccello passeriforme della famiglia Tyrannidae.

## Distribuzione e habitat
Questa specie è diffusa in parte dell'America centrale (Costa Rica e Panama) e nella parte settentrionale dell'America meridionale (Bolivia, Colombia, Ecuador, Guiana Francese, Guyana, Suriname, Brasile, Venezuela e Perù).